# Warden (Zuid-Afrika)
Warden is een klein stadje met 2000 inwoners, tussen Villiers en Harrismith in de provincie Vrijstaat (provincie) in Zuid-Afrika. De plaats ligt aan de nasionale hoofweg N3 tussen Durban en Johannesburg. Warden heeft een van de grootste Nederduits Gereformeerde Kerken van Zuid-Afrika. De kerk heeft 1.750 zitplaatsen.

## Subplaatsen
Het nationaal instituut voor de statistiek, Stats SA, deelt sinds de census 2011 deze hoofdplaats in in 4 zogenaamde subplaatsen (sub place):
Warden Industrial • Warden SP • Warden SP1 • Warden SP2.

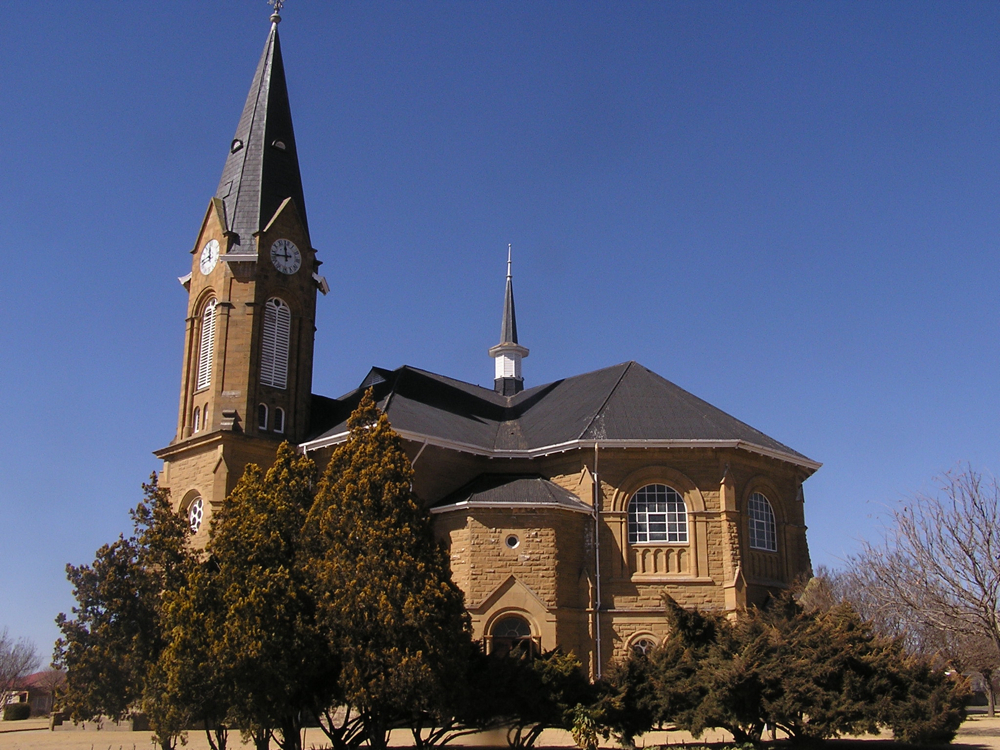
Nederduits Gereformeerde Kerk te Warden